# Qadi Ayyad

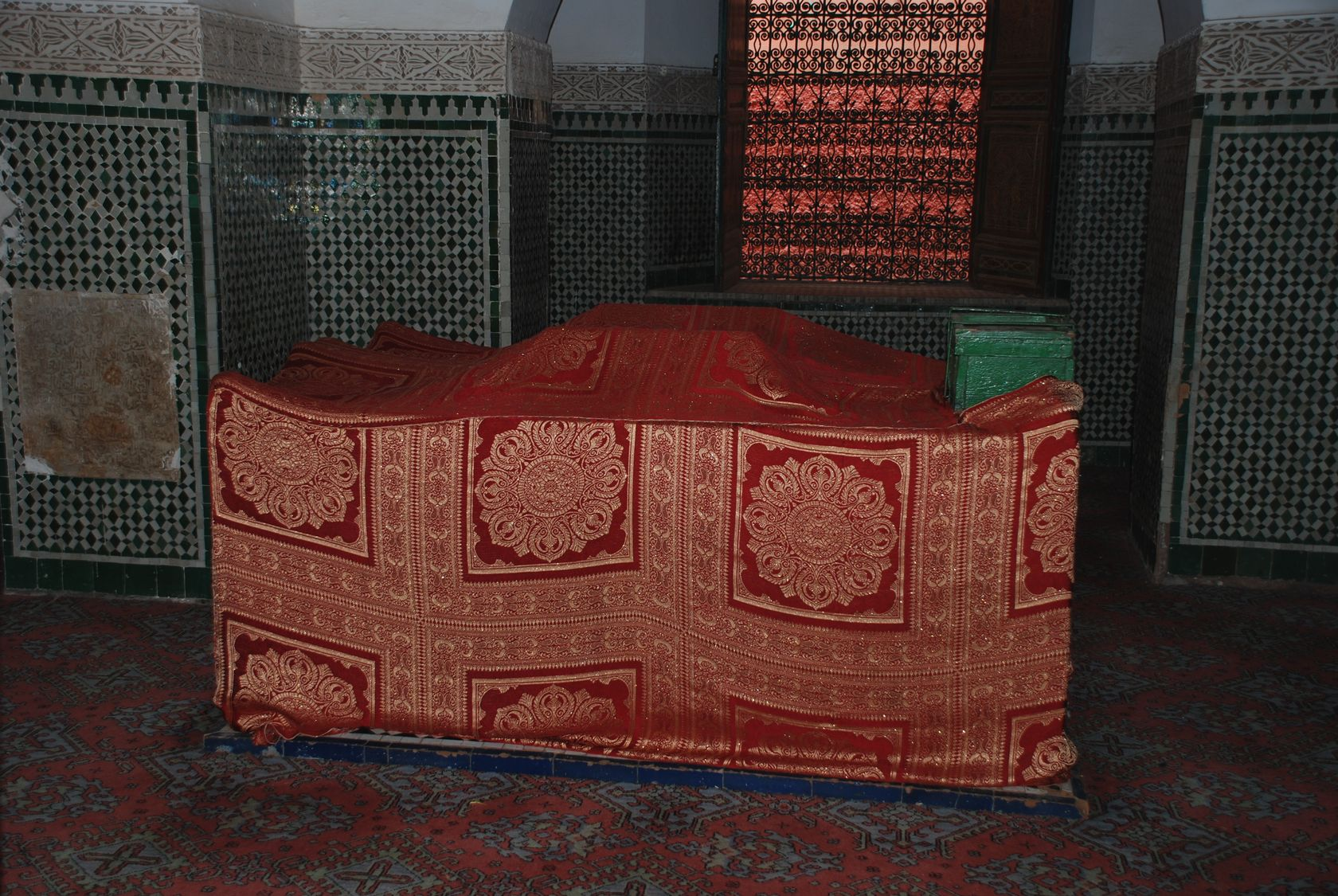

'Iyad ibn Musa (in arabo القاضي عياض بن موسى‎? , formalmente Abu al-Fadl' Iyad ibn Amr ibn Musa ibn 'Iyad ibn Muhammad ibn' Abdillah ibn Musa ibn 'Iyad al-Yahsubi al-Sabti in arabo أبو الفضل عياض بن موسى بن عياض بن عمرو بن موسى بن عياض بن محمد بن عبد الله بن موسى بن عياض اليحصبي السبتي‎?; Ceuta, 1083 – Marrakesh, 1149) è stato un imam arabo e, più tardi, un giudice nel Sultanato di Granada.

## Biografia
Qadi Ayyaḍ è nato in una famiglia consolidata di origine araba a Ceuta.  Come rampollo di una notevole famiglia accademica, Ayyad era in grado di imparare dai migliori insegnanti che Ceuta aveva da offrire. Il giudice Abu ʿAbd Allah Muhammad b. SaIsa (m. 1111) fu il primo importante insegnante di Ayyad e gli viene attribuita la sua formazione accademica di base. Crescendo, Ayyad ha beneficiato del traffico di studiosi di al-Andalus, Maghrib e il mondo islamico orientale. È diventato uno studioso di prestigio a sé stante e ha ottenuto il sostegno dei più alti livelli della società.
Nella sua ricerca di conoscenza, Qadi Ayyad trascorse parte del 1113 e 1114 visitando Cordova, Murcia, Almería e Granada. Ha ricevuto ijāza dal più importante tradizionalista del suo tempo, Abū ʿAlī al-Ṣadafī (morto nel 1120) a Murcia, e ha incontrato alcuni degli studiosi più famosi del momento, come Ibn al-Hajj (morto nel 1134), Ibn Rushd ( morto nel 1126) e Ibn Hamdin ( morto nel 1114).
Ayyad fu nominato giudice di Ceuta nel 1121 e rimase in carica fino al 1136. Durante il suo mandato come giudice di Ceuta fu estremamente prolifico. La fama generale di Ayyad come giurista e scrittore di Fiqh (legge positiva) si basava sul lavoro svolto in questa città.
Ayyad fu anche nominato giudice di Grenada dove lavorò per poco più di un anno.
Ha diretto una rivolta contro l'arrivo degli almoravidi a Ceuta ma ha perso ed è stato bandito a Tadla e successivamente a Marrakech . Era allievo di Abu Abdillah ibn Isa, Abu Abdillah ibn Hamdin e Abu al-Hassan ibn Siraj, ed era insegnante di Averroè e Ibn Mada.
Morì nel 1149.  Si rifiutò di riconoscere Ibn Tumart come l'atteso Mahdi . Le fonti non sono d'accordo su come e dove è morto. Alcune fonti, tra cui una scritta da suo figlio Muhammad, descrivono come si ingraziasse degli Almohadi di Marakech e alla fine morì di malattia durante una campagna militare. Altre fonti descrivono come morì di morte naturale mentre agiva come giudice rurale vicino a Tadla, mentre fonti successive tendono ad assumere una morte violenta per mano degli Almoravidi.  Sebbene fosse contrario agli Almoravidi e alle idee di Ibn Hazm, non detenne inimicizia per lo Zahiriyya dell'Islam sunnita, che seguirono Almohads e Ibn Hazm. I commenti di Qadi Ayyad sull'insegnante di Ibn Hazm Abu al-Khiyar al-Zahiri sono stati positivi, così come la caratterizzazione di Ayyad di suo padre, un teologo zahiriyya.
L'Università Cadi Ayyad, nota anche come Università di Marrakech, prende il nome da lui. Qadi Ayyad è anche noto come uno dei sette santi di Marrakech ed è sepolto vicino a Bab Aïlen.